# Bomaanslag in Abuja op 14 april 2014
Sinds 2000 woedt in Nigeria een shariaconflict. Regelmatig worden er aanslagen gepleegd door de radicale islamistische terreurbeweging Boko Haram. Op 14 april 2014 vond in de hoofdstad Abuja een dubbele bomaanslag plaats op een busstation. Het was de eerste grote aanslag in Abuja in twee jaar tijd. Er vielen minstens 75 dodelijke slachtoffers en meer dan 124 gewonden. Zes dagen na de aanslag heeft Boko Haram in een videoboodschap van de leider Abubakar Shekau de verantwoordelijkheid opgeëist.
De bommen ontploften tijdens de ochtendspits, omstreeks kwart voor zeven, in een drukbezocht busstation in de wijk Nyanya, een buitenwijk op acht kilometer ten zuidwesten van het centrum van Abuja. Volgens ooggetuigen reden vier daders in een auto het terrein op. Hoewel de daders nog probeerden weg te komen, werden zij bij de ontploffing gedood. De ontploffing sloeg een krater van meer dan een meter diep en deed ook andere geparkeerde wagens ontploffen. Ooggetuigen meldden dat er overal lichamen lagen, en dat reddingswerkers en politieagenten lichaamsdelen bijeenraapten.
Banken in de buurt van het busstation werden onmiddellijk gesloten. Het leger sloot de wegen naar het busdepot af. President Goodluck Jonathan bezocht de plaats van de aanslag, samen met de voorzitter van de Senaat, David Mark. Hoewel de aanslag niet werd opgeëist, legde hij de schuld voor de aanslag bij de terroristische groepering Boko Haram.
De slachtoffers werden naar verschillende ziekenhuizen overgebracht. De overheid riep de bevolking op om bloed te geven.

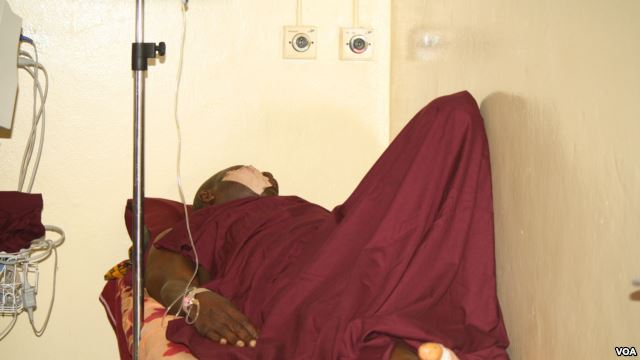
Een man in het ziekenhuis na de bomaanslag.